# Hydriomena albifasciata
Hydriomena albifasciata är en fjärilsart som beskrevs av Alpheus Spring Packard 1874. Hydriomena albifasciata ingår i släktet Hydriomena och familjen mätare. Inga underarter finns listade i Catalogue of Life.